# Familia Ó Cléirigh
O'Cleary  (en irlandés: Ó Cléirigh) es el apellido de una conocida familia gaélica cuyos miembros aparecen en los registros históricos que datan de mediados de la Edad Media. Los O'Clearys descienden de los Uí Fiachrach, miembros de las tribus Connachta y fueron gobernantes de Uí Fiachrach Aidhne, un reino ubicado al sur del Condado de Galway. El nombre de la familia significa descendiente o hijo del Escriba. Es el apellido registrado más antiguo de Europa, apareciendo por vez primera en 916
La familia fue expulsada posteriormente de sus tierras por sus primos, el Clan Ó Seachnasaigh (O'Shaughnessy). Desde comienzos del siglo XII tuvieron su base en Tír Chonaill, Donegal, donde sirvieron como poetas-historiadores, escribas y secretarios de los O'Donnell de Tyrconnell. Fueron los autores del libro de genealogía Ó Cléirigh. El clan Cleary y sus ramas aparecen también en Escocia (a veces como McCleary), debido a la conexión histórica e intercambio entre los dos países, de una manera similar a los Campbell.

## Convenciones nominales
El nombre ha sido anglicanizado de distintas formas como O'Clery, Cleary, Clark, Clarke y Clarkson.
| Varón     | Hija        | Esposa (Largo)   | Esposa (Corto) |
| --------- | ----------- | ---------------- | -------------- |
| Ó Clérigh | Ní Chlérigh | Bean Uí Chlérigh | Uí Chlérigh    |

## Personas
Entre los miembros destacados del clan se incluyen:

### Ó Cléirigh
- Mac Comhaltan Ua Cleirigh, Rey de Uí Fiachrach Aidhne, fl. 964.
- Lughaidh Ó Cléirigh (fl. 1595–1630)
- Mícheál Ó Cléirigh (ca. 1590–1643), considerado el principal autor de la crónica de la historia medieval irlandesa conocida como los Anales de los cuatro maestros.
- Cú Choigcríche Ó Cléirigh (m. 1664)

### Cleary
- Beverly Cleary (Nacido 1916), autor americano

### Clarke
- Tom Clarke (revolucionario irlandés) (1857–1916), ejecutado por su participación en el Alzamiento de Pascua.